# Hybomitra astur
Hybomitra astur är en tvåvingeart som först beskrevs av Wilhelm Ferdinand Erichson 1851.  Hybomitra astur ingår i släktet Hybomitra och familjen bromsar. Inga underarter finns listade i Catalogue of Life.